# Ken Bennett

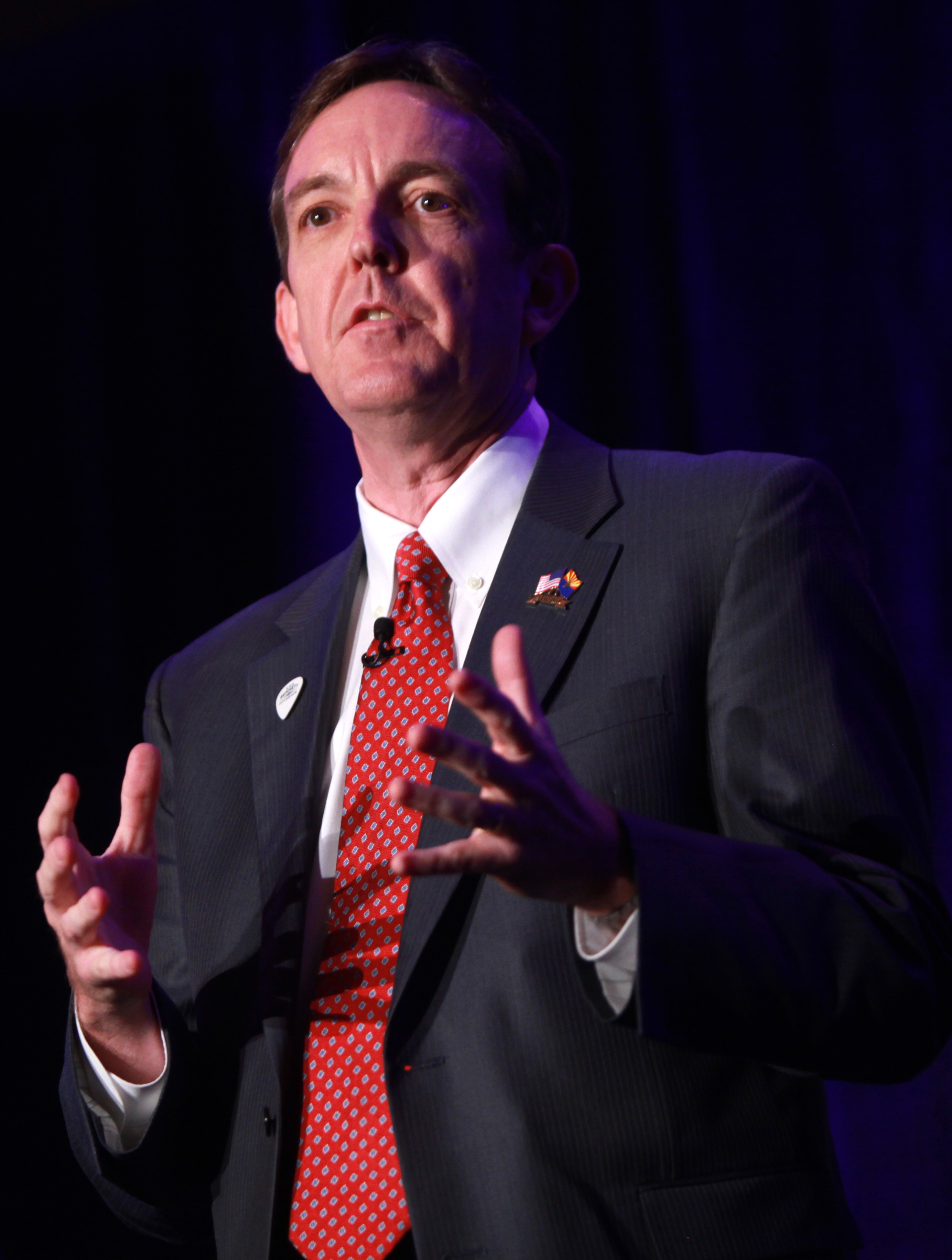
Ken Bennett

Kenneth „Ken“ R. Bennett (* 1. August 1959 in Tucson, Arizona) ist ein US-amerikanischer Geschäftsmann und Politiker (Republikanische Partei).

## Frühe Jahre
Die Familie Bennett zog kurz nach der Geburt von Kenneth R. Bennett nach Prescott (Yavapai County). Dort wuchs er auf und graduierte später an der Prescott High School. Er ist Mitglied der Kirche Jesu Christi der Heiligen der Letzten Tage. Nach seinem Collegeabschluss diente er zwei Jahre lang in einer Mission in Südjapan.
Bennett graduierte 1981 am Yavapai College. Er hatte ein President’s Scholarship. Danach studierte er an der Arizona State University (ASU) in Tempe (Maricopa County), wo er einen Bachelor in Rechnungswesen machte.

## Berufsleben
Bennett begann 1984 für die Bennett Oil Company zu arbeiten, einen Treibstoffdistributor in Nordarizona. Zunächst war er in der Finanzabteilung tätig und stieg im Laufe der Zeit zum Chief Executive Officer hoch – einen Posten, welchen er bis 2006 innehatte.
Außerdem saß er im Vorstand vom Global Building Systems Inc., einem Sustainable Building Systems-Unternehmen, sowie als Kämmerer im Vorstand vom Cancer Treatment Centers of America (CTCA).

## Öffentliche Laufbahn
Bennett wurde 1985 in den Stadtrat von Prescott gewählt und diente 1988 als Mayor Pro Tem in Prescott. Er begann 1992 für das Erziehungsministerium von Arizona zu arbeiten, von dem er 1996 und 1998 Präsident war.
1998 wurde er für eine zweijährige Amtszeit in den Senat von Arizona gewählt. Er wurde dreimal wiedergewählt. In seiner zweiten Amtszeit hatte er den Vorsitz im Education Committee, und in seiner dritten und vierten Amtszeit war er Senatspräsident (2003–2007).
Im Januar 2009 trat die Gouverneurin von Arizona Janet Napolitano von ihrem Posten zurück, um die Stelle als Ministerin für Innere Sicherheit im Kabinett vom Präsident Barack Obama anzutreten. Daraufhin wurde die Secretary of State von Arizona Jan Brewer zu neuen Gouverneurin von Arizona ernannt und Bennett zum neuen Secretary of State von Arizona. Bennett legte am 26. Januar 2009 seinen Amtseid ab. Seine Wahl für eine volle Amtszeit erfolgte im November 2010. Dabei holte er über 58 % der Stimmen. Er bekleidete den Posten bis 2015.
Am 12. November 2013 verkündete er seine Absicht für den Posten des Gouverneurs von Arizona zu kandidieren.

## Familie
Bennett traf seine Ehefrau Jeanne während seiner Studienzeit an der ASU. Das Paar heiratete 1982 und bekam drei Kinder: Ryan, Dana und Clifton.